# Henny op een maandag
Henny op een maandag is een lied van de Nederlandse rapper Chivv in samenwerking met rapgroep Broederliefde. Het werd in 2021 als single uitgebracht.

## Achtergrond
Henny op een maandag is geschreven door Chyvon Pala, Emerson Akachar, Javiensley Dams, Jerzy Miquel Rocha Livramento, Melvin Silberie en Milangchelo Junior Martina en geproduceerd door Soundflow. Het is een nummer uit het genre nederhop. Het woord Henny in de titel verwijst naar het cognacmerk Hennessy. In het lied zingen de mannen over hun onbezorgde leven, waarin ze onder meer drinken op een maandag. De samenwerking van Chivv met Broederliefde is enigszins bijzonder. Broederliefde had eerder meerdere hits met SBMG, de rapformatie waar Chivv onderdeel van was, gemaakt, zoals Alaka en Ballon, maar er was al ruim vijf jaar niet meer samengewerkt. Dit kwam doordat de twee formatie tot vechten aan toe op het vliegveld van Barcelona ruzie hadden gehad. Met Henny op een maandag was deze ruzie, met in ieder geval Chivv, weer bijgelegd. De single heeft in Nederland de gouden status.

## Hitnoteringen
De artiesten hadden verschillend succes met het lied in Nederland. Het piekte op de twaalfde plaats van de Single Top 100 en stond veertien weken in deze hitlijst. De Top 40 werd niet bereikt; het lied bleef steken op de dertiende plaats van de Tipparade.